# Synaxis latistrigata
Synaxis latistrigata là một loài bướm đêm trong họ Geometridae.